# トボンクムン州
トボンクムン州（トボンクムンしゅう、英語: Tboung Khmum, クメール語: ខេត្តត្បូងឃ្មុំ）は、カンボジアの州のひとつ。州都はスオン。2013年12月31日にコンポンチャム州の東部（大部分がメコン川より東側）がノロドム・シハモニ国王の勅令によって分離成立した州である。メコン川中流の低地に位置し、プレイベン州、クラチエ州、コンポンチャム州、隣国ベトナムと接する。

## 郡
7郡によって構成される。
- 0304 Dambae
- 0309 Krouch Chhmar
- 0310 Memot
- 0311 Ou Reang Ov
- 0312 Ponhea Kraek
- 0316 Tboung Khmum
- 03xx Krong Suong